# Ващенко, Юлия Юрьевна
Юлия Юрьевна Ващенко (укр. Ващенко Юлія Юріївна, 31 января 1978, Днепропетровск, УССР, СССР) — украинская футболистка, выступавшая на позиции защитника. Известная по выступлениям в составе женской сборной Украины, харьковского «Жилстроя-1» и ряде других украинских клубов. Участница чемпионата Европы по футболу среди женщин (2009).

## Биография
Играла в командах: «Днепр» (Днепропетровск), «Искра» (Запорожье), «Алина» (Киев), «Легенда» (Чернигов), «Дончанка-ЦПОР» (Донецк), «Жилстрой-1» (Харьков), «Энергия» (Воронеж) и «Нефтехимик» (Калуш).
С 1996 по 2010 год привлекалась к играм сборной Украины.

## Достижения
- Чемпионка Украины (8): 1997, 2000, 2001, 2003, 2004, 2006, 2008, 2010
- Серебряный призёр чемпионата Украины (8): 1995, 1996, 1999, 2005, 2007, 2009, 2011, 2012
- Бронзовый призёр чемпионата Украины (1): 2002
- Обладательница Кубка Украины (9): 1995, 1997, 2001, 2003, 2004, 2006, 2007, 2008, 2012
- Финалистка Кубка Украины (6): 1996, 1999, 2005, 2009, 2010, 2011